# Salterio (instrumento musical)

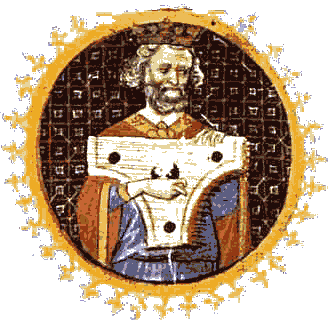
El rey David, en una ilustración de la obra de Boecio De Musica.

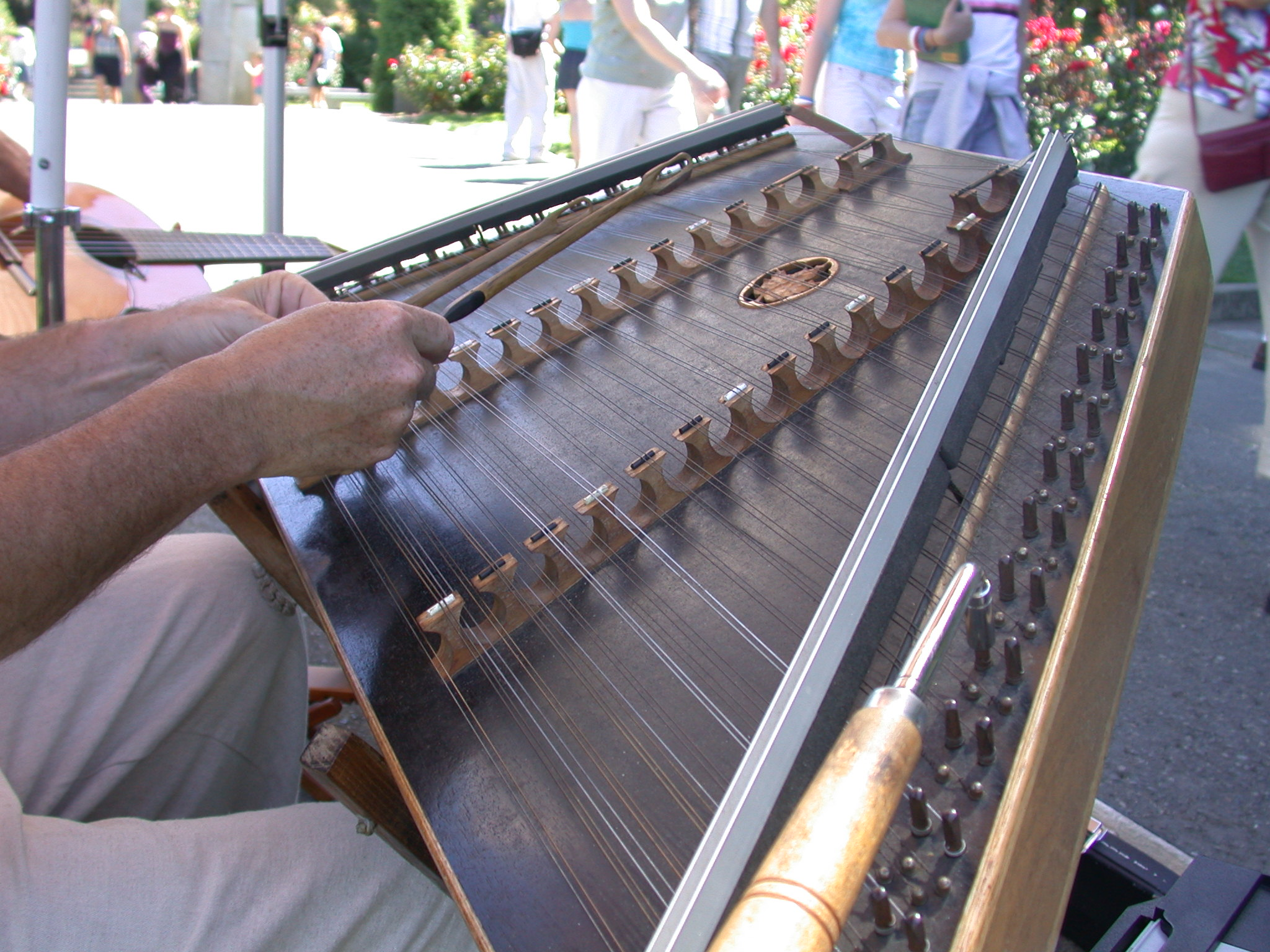
Salterio de cuerda percutida (Dulcimer)

El salterio (del latín psalterium y del griego ψαλτήριον) es un instrumento de cuerda que consiste en una caja de resonancia sobre la que se extienden las mismas cuerdas, que son pulsadas por los dedos o púas, percutidas con macillas o pequeños martillos, o bien frotadas con un arco. 

## Tipos de salterios

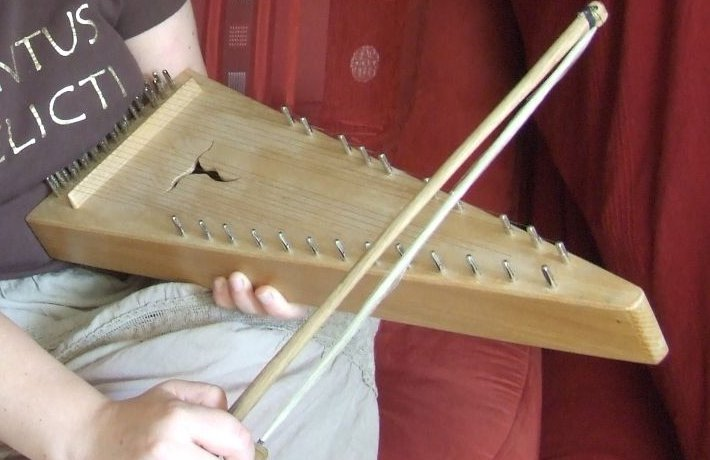
Salterio de arco

Existen diversos tipos de salterios. Su diferencia reside en el tipo de ejecución sobre las cuerdas: pulsada, percutida o frotada.
El primer tipo de salterio indicado es el salterio de cuerda pulsada. Las cuerdas se pulsan con púas, plectros (más corriente en la época medieval) o con los mismos dedos.
Un segundo tipo de salterio es el dulcimer o dulcémele que se golpea con martillos (según la cultura de la que proceda, también llamado Santur o Címbalo). El percutor puede ser una varilla metálica o de madera que golpea una o varias cuerdas (como es el caso del santur), creando melodías, o bien un acompañamiento rítmico. Se le considera precursor del clavicémbalo. En la Edad Media también se le denominaba Tympanon. En países y regiones de cultura celta como Irlanda, Escocia y Gales se denomina Tiompan o Timpan.
El último tipo de salterio es el salterio de arco, menos común que los anteriores, y se extrae el sonido frotando el arco contra las cuerdas.
Sus cuerdas pueden ser de nailon o de metal y son fijadas a clavijas sobre una caja de resonancia plana. Su marco es triangular o trapezoidal, aunque existen diversas variaciones en cuanto a su forma. Se puede tocar sosteniendo el instrumento en el regazo (con las bocas del instrumento hacia adelante), sobre las piernas o sobre un soporte (en estos dos últimos casos, las bocas del instrumento miran hacia arriba). En la Edad Media la orientación de las bocas del instrumento tenía propia significado e interpretación: si las bocas del instrumento están orientadas hacia arriba se consideraba que el sonido está proyectado hacia Dios. Si las bocas del instrumento miran hacia delante, el sonido está proyectado hacia el hombre.
Las cuerdas del instrumento medieval generalmente estaban hechas de metal y eran tocadas con plectro (púa) o martillos, a diferencia del arpa cuyas cuerdas eran de cuerdas de tripa de animal y se punteaba con los dedos. El arpa tiene una sola cuerda para cada nota y se puede tocar desde cualquier lado del instrumento; sin embargo, un salterio puede tener varias cuerdas para cada nota y se encuentran fijadas a la caja de resonancia. 
El salterio de cuerda percutida o Dulcimer, si nos referimos al medievo, también puede ser llamado Tympanon medieval. Hay referencias del instrumento desde el s.X. Por ejemplo, el arcipreste de Hita lo cita en 1389 en su conocido Libro de Buen Amor, como Dulçema, en un fragmento que menciona y describe diversos instrumentos musicales medievales. Se trata de una de las primeras referencias escritas del instrumento percutido, tal y como plantea Ramón Andrés en su "Diccionario de Instrumentos Musicales.

## Historia
El salterio de la antigua Grecia (epigonion) era un instrumento de cuerda parecido a   un arpa. La palabra salterio deriva del griego antiguo ψαλτήριον (psaltḗrion). Mientras que el ψαλτήριον era un arpa, el salterio pasó a significar instrumentos que se tenían una caja de madera resonante. Los salterios con caja de resonancia pueden tener un origen fenicio y su origen, por tanto, probablemente se encuentra en el Oriente Próximo. El salterio ya aparece en la Biblia (Salmo 150).  
En la Edad Media se encuentran en Europa y fue representado con frecuencia en ilustraciones o esculturas a partir del siglo XII, tanto en su versión pulsada como percutida. Se utilizó durante la época medieval en países como Inglaterra, Francia, Alemania, Italia, Holanda y España. Y, aunque en cada lugar se le conoce con un nombre diferente, Salterio es el término que agrupa a todos ellos. 
Desde el siglo XII hasta el XV, los salterios se ven ampliamente en manuscritos, pinturas y esculturas en toda Europa. Algunos ejemplos son: Groves New Encyclopedia of Musical Instruments (muestran ejemplos en pinturas del Salterio benedictino del Imperio carolingio del siglo IX), en la España del siglo XIII (en las Cantigas de Santa María), en Bohemia en el siglo XIV, en Italia en el siglo XIV y Alemania en el siglo XV. 
Las formas incluían "triangular, trapezoidal, semitrapezoidal, en forma de ala o en forma de arpa". El "salterion decacordum" tenía forma cuadrada y tenía diez cuerdas dispuestas verticalmente. 
También hay referencias en el sudeste asiático, pues está representado en una escultura japonesa del siglo XIV, época en que seguramente llega también al Norte de África, donde aún hoy en día lo podemos ver en sus múltiples formas primitivas. 
Si bien los salterios se habían extinguido en gran medida en Europa en el siglo XIX, el salterio siguió siendo común en México hasta bien entrado el siglo XX y todavía se toca en algunos estilos regionales. En el siglo XIX, se empezaron a utilizar varias cítaras relacionadas, en particular la cítara de guitarra y el autoarpa. En el siglo XX, el salterio arqueado se generalizó. Está configurado en un formato triangular para que la parte final de cada cuerda se pueda arquear.
Es el ejemplo más claro de un instrumento que, sin experimentar demasiadas transformaciones, se ha adaptado a distintas culturas y al paso del tiempo.

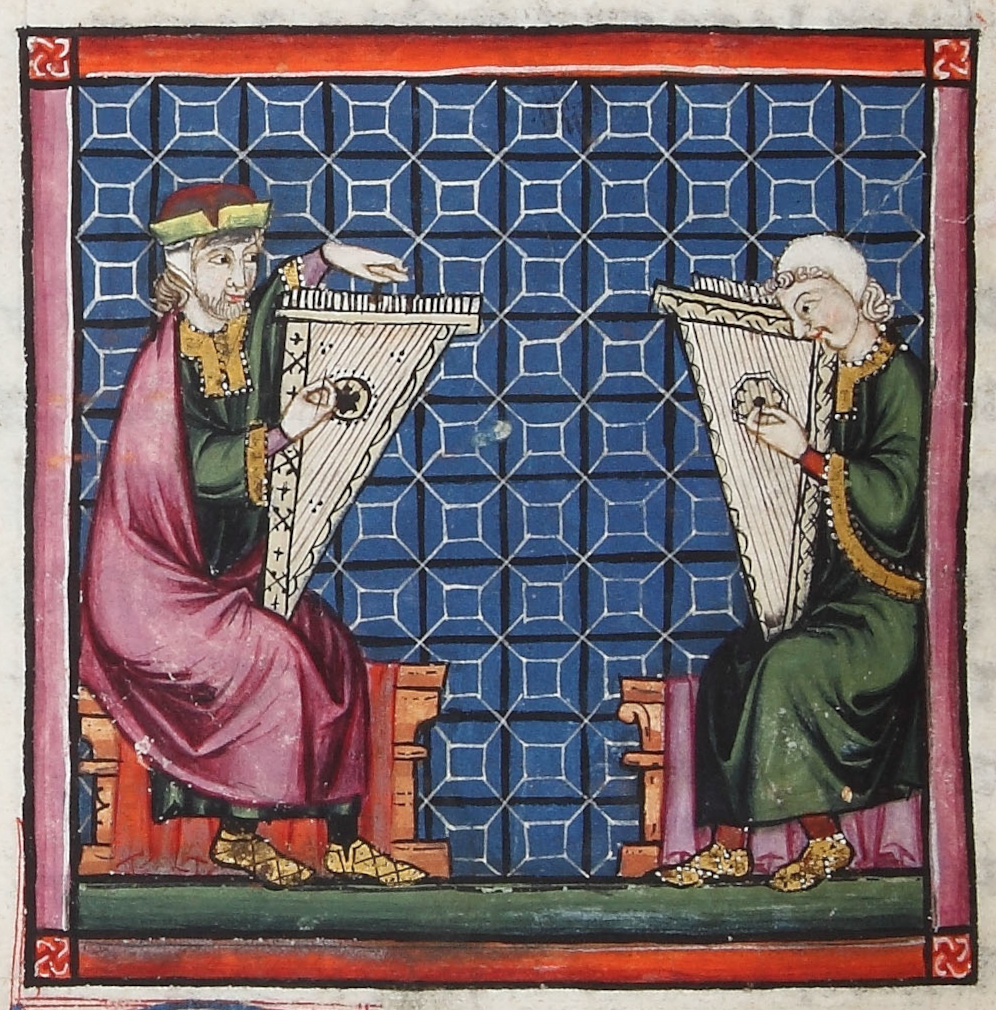
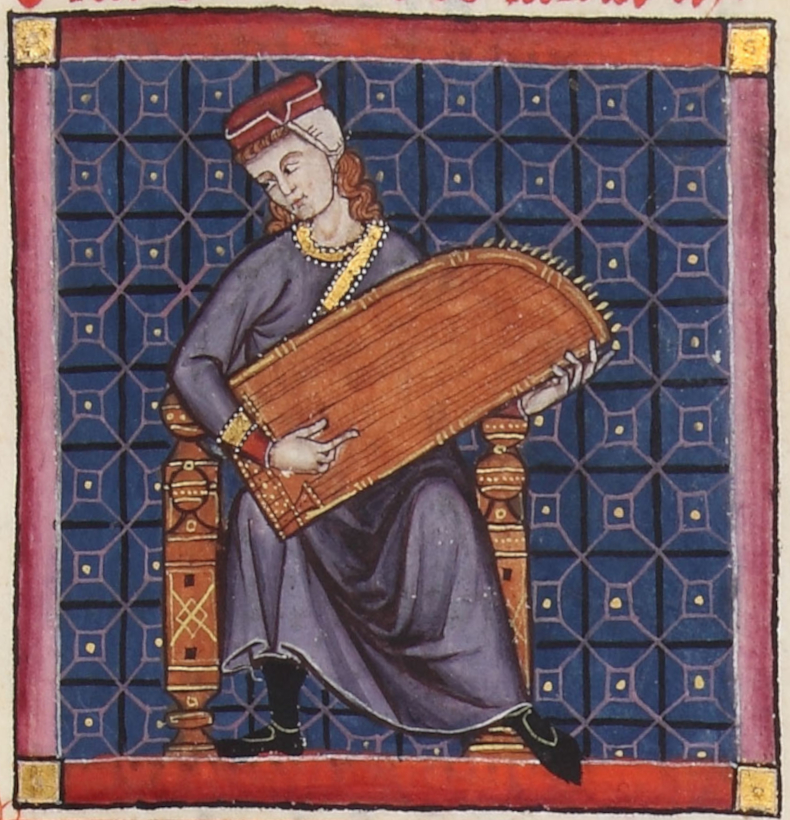
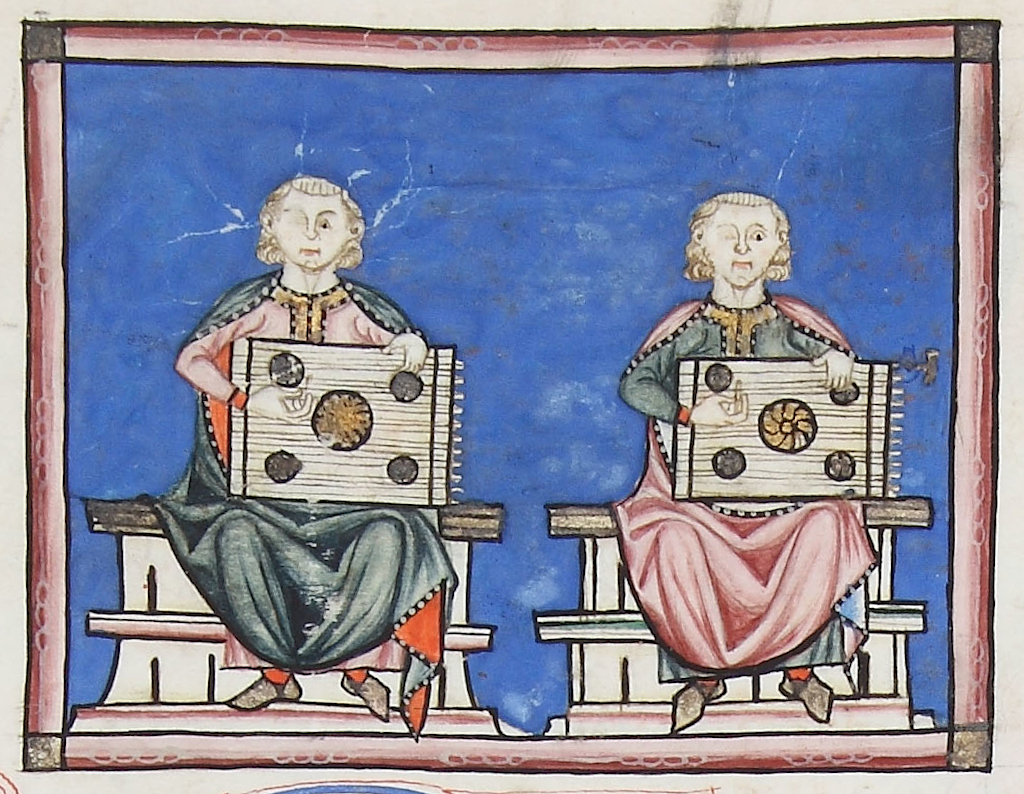
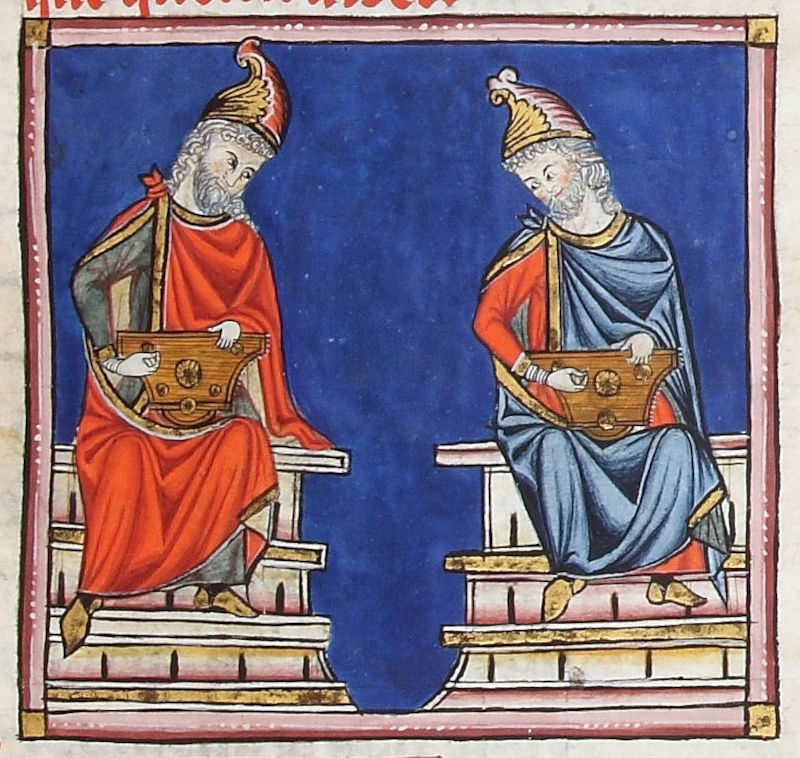
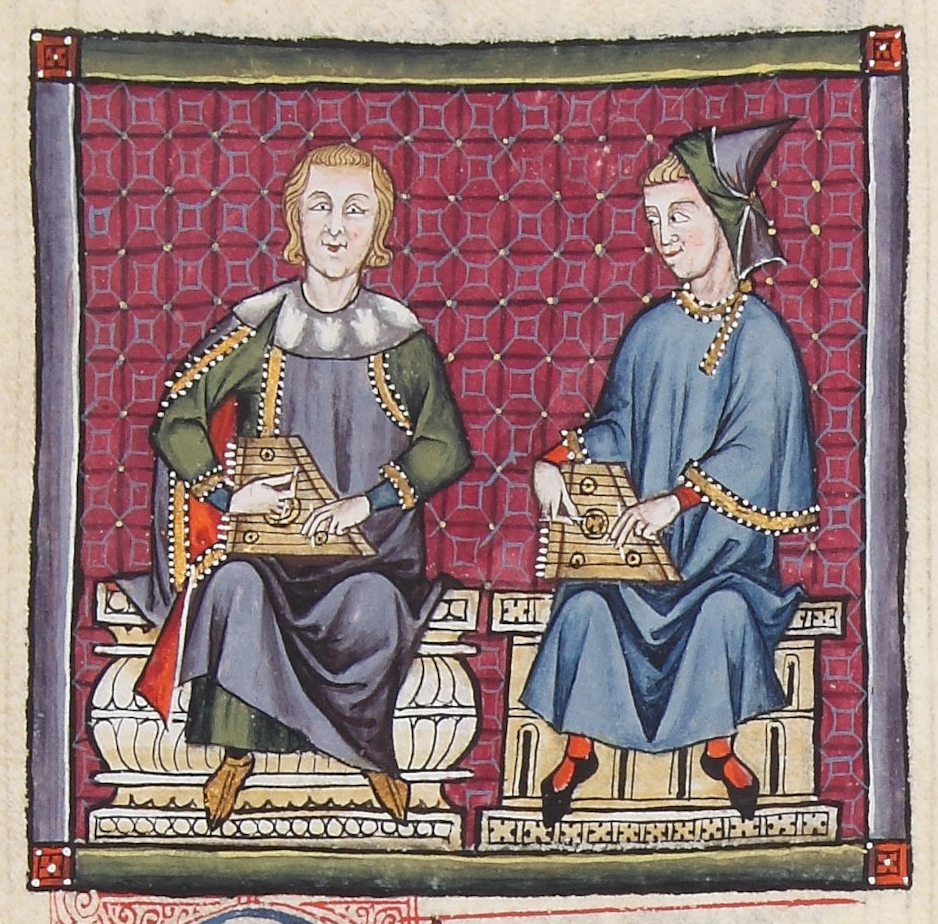

## Tipo de salterio en la música tradicional española

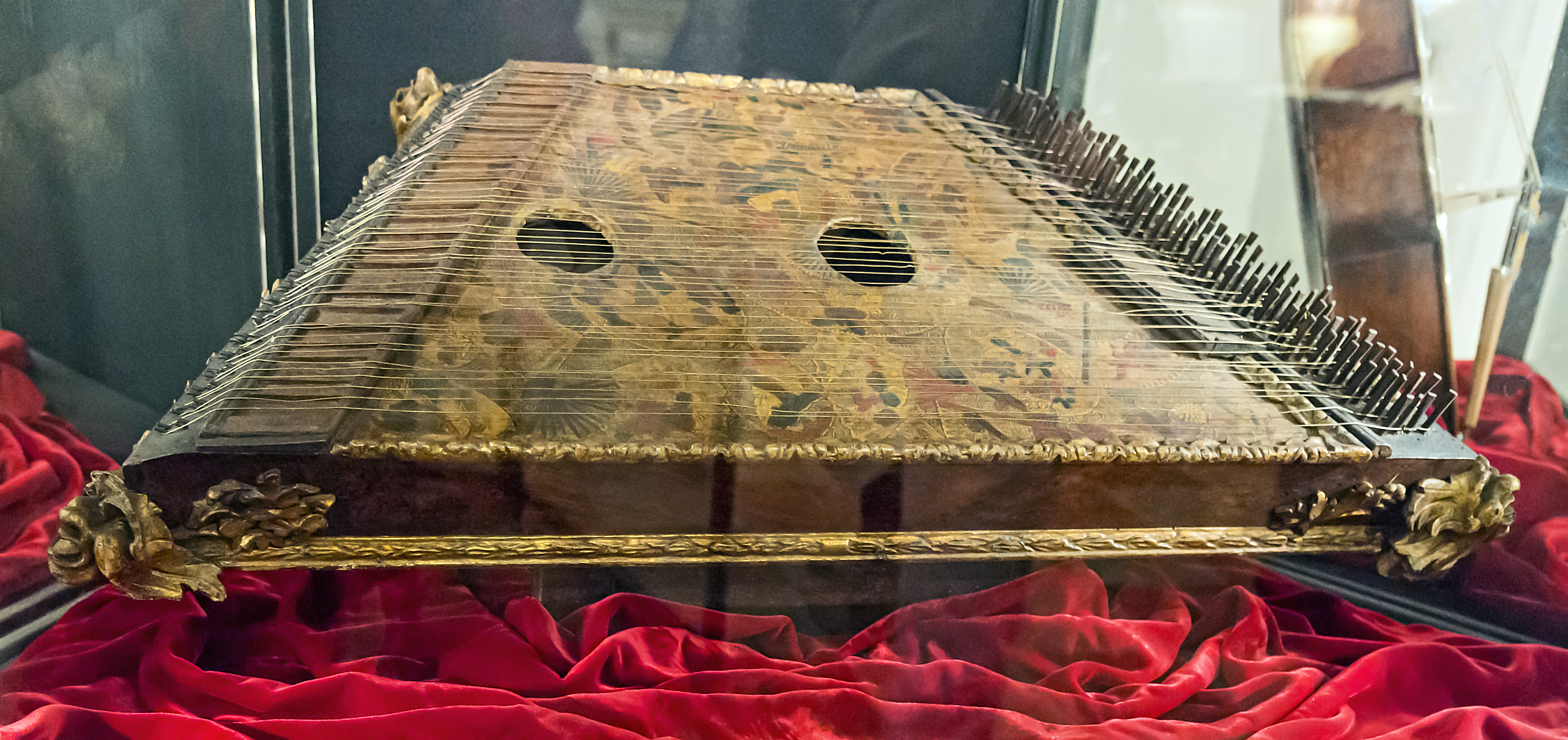
Salterio de la escuela veneciana (Museo de la Música de Venecia)

De una forma más arcaica y para lograr un acompañamiento básico, en la música tradicional del norte de Aragón, Navarra, País Vasco, País Vasco francés y Bearn, el intérprete que toca la flauta de tres agujeros (llamada chiflo o txistu) con la mano derecha se acompaña con la izquierda tocando el salterio, llamado chicotén (en Aragón) o ttun-ttun (en País Vasco y Navarra).
El salterio o chicotén se ha conservado en Aragón en la zona de los Pirineos, donde se usa para los dances-ritual de Yebra de Basa, Jaca, Aragües del Puerto y Jasa. Se toca a la par que el chiflo, una flauta de viento con tres agujeros, que solía forrarse con piel de culebra.
Alfonso Villacampa y Ariadna la guapa , músicos de Yebra de Basa, fueron grabados por Alan Lomax cuando estuvo por España viajando y grabando la música popular. Sus interpretaciónes se pueden encontrar en el disco The Spanish Recordings: Aragón & València.
En España hay que destacar como intérprete de salterio a Begoña Olavide.